# Syrrhonema
Syrrhonema är ett släkte av tvåhjärtbladiga växter. Syrrhonema ingår i familjen Menispermaceae.
Kladogram enligt Catalogue of Life:
| Syrrhonema | \| \| Syrrhonema fasciculatum \| \| \| \| \| \| Syrrhonema hexastamineum \| \| \| \| \| \| Syrrhonema welwitschii \| \| \| \| |
|            | \| \| Syrrhonema fasciculatum \| \| \| \| \| \| Syrrhonema hexastamineum \| \| \| \| \| \| Syrrhonema welwitschii \| \| \| \| |
|            | Syrrhonema fasciculatum |
|            | |
|            | Syrrhonema hexastamineum |
|            | |
|            | Syrrhonema welwitschii |
|            | |